# Гюльбахар-хатун
Гюльбахар Хатун (1453—1505) — шестая жена османского султана Баязида II, предполагаемая мать Селима Явуза.

## Биография
Гюльбахар-хатун родилась в 1453 году в Трабзоне. Имя при рождении — Айше. Отец — Абд-ус-Самед. 
Некоторые исследователи считают, что Гюльбахар-хатун была матерью Селима I, но многие историки полагают, что матерью Селима была Айше-хатун, имевшая второе имя Гюльбахар.
Гюльбахар Хатун умерла в 1505 году. В то время Селим был губернатором Трабзона. В 1514 году султан Селим построил в Трабзоне мечеть Хатунийе в память о своей матери. Эта работа считается первой исламской мечетью в Трабзоне.